# Poraniopsis echinaster
Poraniopsis echinaster är en sjöstjärneart som beskrevs av Perrier 1891. Poraniopsis echinaster ingår i släktet Poraniopsis och familjen kuddsjöstjärnor. Inga underarter finns listade i Catalogue of Life.